# .org
Tên miền .org là một tên miền cấp cao nhất dùng chung (gTLD) của hệ thống Domain Name System (DNS) được sử dụng trên Internet. Tên miền này được lấy từ từ organization (tổ chức), là một trong những tên miền đầu tiên được tạo ra vào năm 1985, và được điều hành bởi Public Interest Registry từ năm 2003. Tên miền ban đầu được dự định cho các tổ chức sử dụng chẳng hạn như tổ chức phi lợi, hoặc có thể là có lợi, nhưng quy định này thật sự rất là hạn chế cho mọi người và sau đó cũng được bãi bỏ. Ngày nay, tên miền này được sử dụng khá phổ biến ở các trường học, các dự án mã nguồn mở, và nhiều nhóm tổ chức cộng đồng, cũng như các tổ chức hoặc công ty có lợi nhuận lớn...đôi khi nó còn được tạo lập như 1 trang báo thông tin ví dụ như npr.org. Số lượng các tên miền đã đăng ký từ thấp hơn một triệu trong năm 1990 đã vượt lên tới hàng chục triệu trong tháng 6 năm 2012. những tên miền 3 ký tự chữ và số được đăng ký hết và nó có giá từ 1500 USD lên tới hàng triệu USD. Hiện nay tên miền .org được nhiều người trên thế giới biết đến như .com và được xếp ngang hàng cùng tên miền đuôi .com thậm chí trên thế giới nó còn được ưa dùng hơn .net vì tên miền .org được đánh giá có độ tin cậy như .edu.gov, có rất nhiều tổ chức lớn trên thế giới dùng tên miền .org như tên miền 7.org là tên miền từ thiện của cầu thủ bóng đá David Beckham. hay un.org của liên hợp quốc, jw.org về Đạo Thiên chúa giáo. iaea.org của Cơ quan năng lượng quốc tế, icann.org của chính tập đoàn cấp tên miền số và chữ của thế giới. còn rất nhiều trang web nổi tiếng khác như hbr.org, phys.org, bbb.org, code.org, schema.org,... Vì vậy tên miền.org rất được các tổ chức và công ty dùng cho nhiều mục đích khác nhau. nhiều trang web 2-3 ký tự.org đã được chào bán thành công với giá rất cao như cb.org được bán với giá 30.000 USD, ET.org bán với giá 25.000 USD. GEM.org với giá 200.000 USD.